# Schloss Schloßfrankenohe

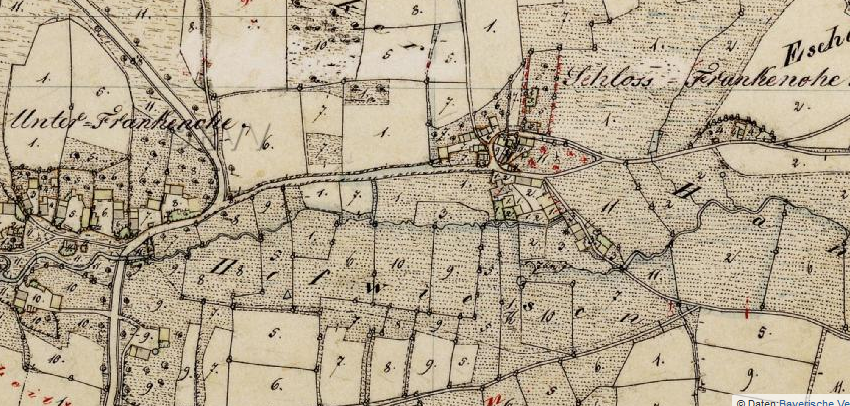
Schlossfrankenohe und Unterfrankenohe auf dem Urkataster von Bayern

Schloßfrankenohe bildete zusammen mit dem 450 m westlich gelegenen Unterfrankenohe ein Rittergut des Hochstifts Bamberg. Beide Ortschaften wurden bei der Erweiterung des Truppenübungsplatzes Grafenwöhr gemäß dem Erlass des Reichswehrministerium vom 28. Februar 1936 abgesiedelt und zerstört. Heute sind Schloßfrankenohe und Unterfrankenohe Wüstungen im Truppenübungsplatz Grafenwöhr. Schloßfrankenohe wird als Bodendenkmal der Gemeinde Grafenwöhr unter der Aktennummer D-3-6236-0040 als möglicher Nachfolgerbau einer Niederungsburg und als „archäologische Befunde des Mittelalters und der frühen Neuzeit im Bereich der Schlossruine in der Wüstung Schloßfrankenohe“ erwähnt.

## Geschichte
Kaiser Heinrich II. hatte das Gebiet an der Frankenohe, einem rechten Zufluss des Vils, 1007 für die Gründung des Bistums Bamberg gestiftet. Das Bistum gab die dortigen Ortschaften Unterfrankenohe (1216 Franchena und ab 1560 Unterfrankenohe genannt) und Oberfrankenohe (damals Frankenalte und 1119 Frankenach genannt) als Lehen an die Herren von Pettendorf-Lengenfeld-Hopfenohe aus. Nach dem Tod des letzten Pettendorfers, Friedrich III. von Pettendorf, fielen diese Ortschaften wieder an das Bistum Bamberg zurück. Das in der Nähe gelegene Oberfrankenohe wurde durch Bischof Otto dem neugegründeten Kloster Michelfeld als Stiftungsgut übergeben.
Unterfrankenohe wurde hingegen ab 1119 als Lehen an das Bamberger Ministerialengeschlecht der Stiersberger ausgegeben. Diese hatten ihren Stammsitz in Stierberg bei Betzenstein. 1216 werden ein Poppe von Stierberg und sein Sohn erwähnt, welche fünf in Unterfrankenohe gelegene Mansen an das Kloster Ensdorf verpfändeten, da sie an dem Kreuzzug nach Palästina teilnehmen wollten. Da die Güter nicht wieder eingelöst wurden, kann man vermuten, dass die beiden seitdem verschollen sind. Bis 1360 besaßen die Ratzenberger zu Hopfenohe auch Unterfrankenohe. 1334 verkauften Conrad und Mathias Razenberger einige Höfe in Unterfrankenohe an das Kloster Michelfeld, wo ihr Vetter Marquard Razenberger Abt war.
1460 war der Stadtrichter von Auerbach, Fritz Pappenberger, Besitzer von Frankenohe. Der letzte der Pappenberger war Hans Sigmund Pappenberger von Frankenohe, der mit Mitgliedern der Familie Hirschheydt und Brandt als Erben von Frankenohe auftrat. 1607 war Hans Paulus von Brandt der Landsasse von Unterfrankenohe. 1614 erwarb Hans Knodt Unterfrankenohe. 1617 waren die kurfürstlichen Räte Hans und Leander Köferle die Besitzer von Frankenohe. Bereits 1617 war Hermann Kaspar Stör Besitzer oder Verwalter von Frankenohe. Am 9. November 1618 kaufte Wolf Peter von Gleißenthal das Landsassengut. Nach mehreren Besitzern aus dieser Familie suchte Johann Ludwig von Gleißenthal um die Erlaubnis an, Frankenohe verkaufen zu dürfen, da er bereits Zandt beim Cham besitze und er wegen der großen Entfernung nicht beide Güter verwalten könne. Dazu wurde ihm Konsens erteilt und am 24. Februar 1662 verkaufte er das Landsassiat Frankenohe mitsamt dem baufälligen Schloss an Johann Kaspar Michl, Amtmann von Thurndorf und Hollenberg, später auch von Büchenbach sowie Besitzer von Kaltenthal. Bis 1726 besaßen die „Relikten“ (veraltet für Hinterbliebene) des Wolf Adam Erdmann Michel das Gut und das Schloss. 1726 bis 1786 war Johann Christoph Erdmann von Michel Landsasse in Frankenohe, dann folgte Christoph Adam von Michel.
1818 wurde dem Gutsbesitzer die Errichtung eines Patrimonialgerichts gestattet. Als Gerichtshalter stellte er den Juristen Karl Vogl in Eschenbach an. 1825 verzichtete er auf die Gerichtsbarkeit und beantragte die Allodifikation seines Gutes.
1826 erwarb der Metzger Michael Hänfling von Kirchenthumbach das ganze Gut Unterfrankenohe und zertrümmerte es. Michl Hänfling betrieb hier das Wirtshaus. Unter seinen Nachfahren, der Familie Schreglmann, wurde das Gut im April 1938 abgelöst und die Familie verzog nach Haselmühl bei Amberg.
Das ehemalige Schloss war ein dreistöckiger gotischer Bau, der bereits 1662 als baufällig bezeichnet wurde. Aus ihm wurde das Wirtshaus „Schloßwirt“, das im Innern noch eine Spitzbogentür und mehrere gotische rechteckige Fenster besaß.